# Poiocera satellitia
Poiocera satellitia är en insektsart som beskrevs av Walker 1851. Poiocera satellitia ingår i släktet Poiocera och familjen lyktstritar. Inga underarter finns listade i Catalogue of Life.